# Effet Landau-Pomerantchouk-Migdal
L'effet Landau-Pomerantchouk-Migdal, du nom des physiciens Lev Landau, Isaac Pomerantchouk et Arkadi Migdal, caractérise le fait que les sections efficaces de création de paires et de Bremsstrahlung sont fortement réduites à ultra hautes énergies, par rapport aux prévisions données par la formule de Bethe-Heitler.